# Nilceu Aparecido dos Santos

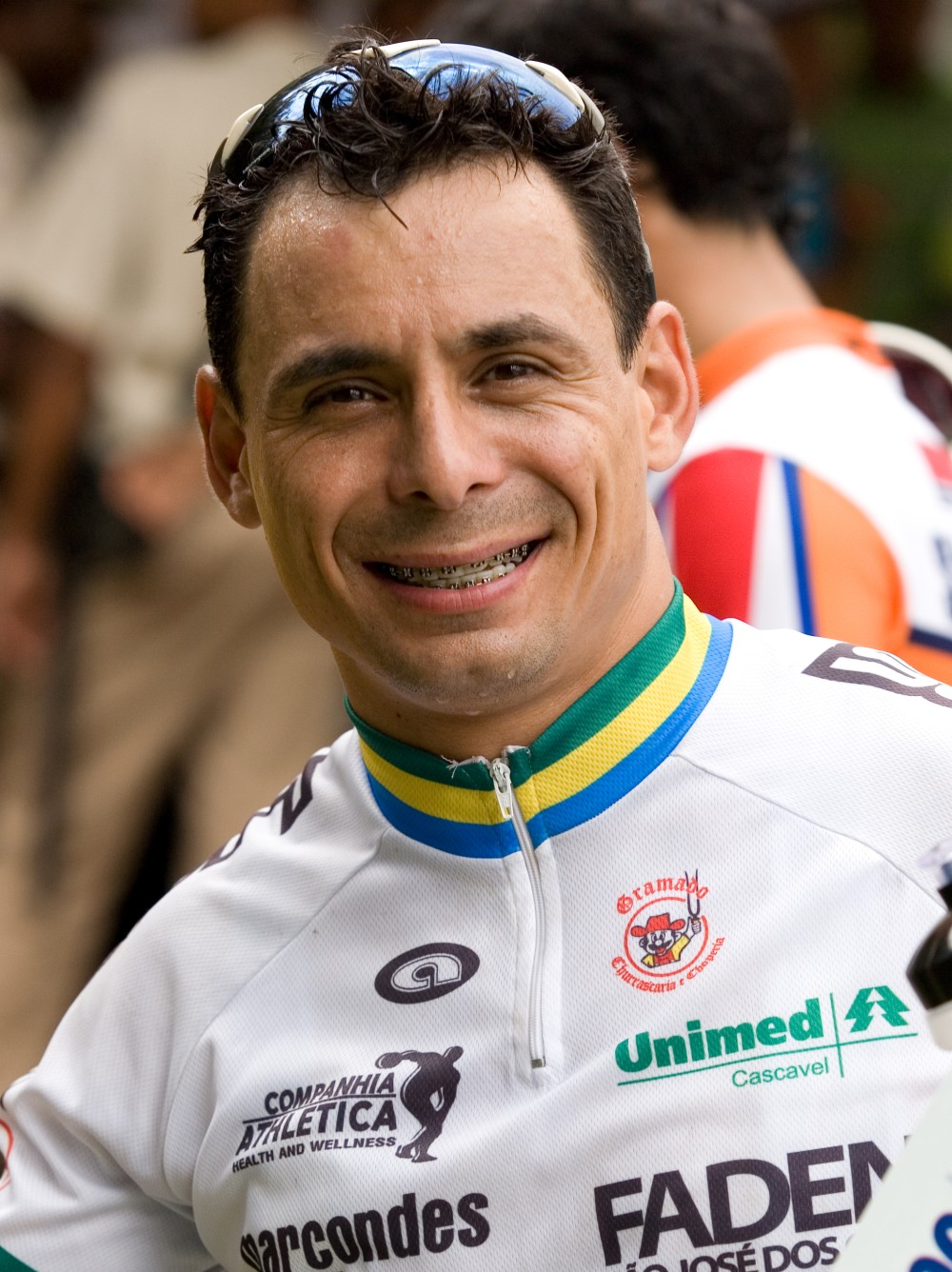
Nilceu Aparecido dos Santos (2008)

Nilceu Aparecido dos Santos (* 14. Juli 1977 in Cascavel), Spitzname „The Flash“, ist ein brasilianischer Radrennfahrer.
Zu seinen größten Erfolgen gehört der Sieg bei der brasilianischen Straßenmeisterschaft im Jahre 2007. Außerdem konnte er zwischen 2005 und 2008 viermal in Folge das internationale Eintagesrennen Copa América de Ciclismo gewinnen.

## Erfolge
2004
- Prova Ciclística 9 de Julho

2005
- Copa América de Ciclismo

2006
- Copa América de Ciclismo

2007
- Copa América de Ciclismo
- eine Etappe Volta do Rio de Janeiro
- eine Etappe Volta do Estado de São Paulo
- Brasilianischer Meister Straßenrennen

2008
- Copa América de Ciclismo

2010
- eine Etappe Giro do Interior de São Paulo

2014
- eine Etappe Tour do Brasil Volta Ciclística de São Paulo-Internacional

## Teams
- 2007 Scott-Marcondes Cesar
- 2008 Scott-Marcondes Cesar

...
- 2010 Scott-Marcondes Cesar-São José dos Campos
- 2011 Funvic-Pindamonhangaba (bis 30.09.)

...
- 2013 Funvic Brasilinvest-São José dos Campos *
- 2014 Clube DataRo de Ciclismo-Bottecchia

* Der Fahrer wurde bei der UCI für die Saison 2013 nicht als Radrennfahrer des Continental Teams registriert.